# انگلیکان

پیروان کلیساهای انگلیکان

انگلیکانیسم (به انگلیسی: Anglicanism)، یک شاخه از مسیحیت غربی که از اعمال، مراسم مذهبی هویت کلیسای انگلستان پس از اصلاحات انگلیسی و در چارچوب اصلاحات پروتستانی در اروپا است. انگلیکان یکی از بزرگ‌ترین شاخه‌های مسیحیت است که تا سال ۲۰۰۱، حدود ۱۱۰ میلیون طرفدار در سراسر جهان دارد.

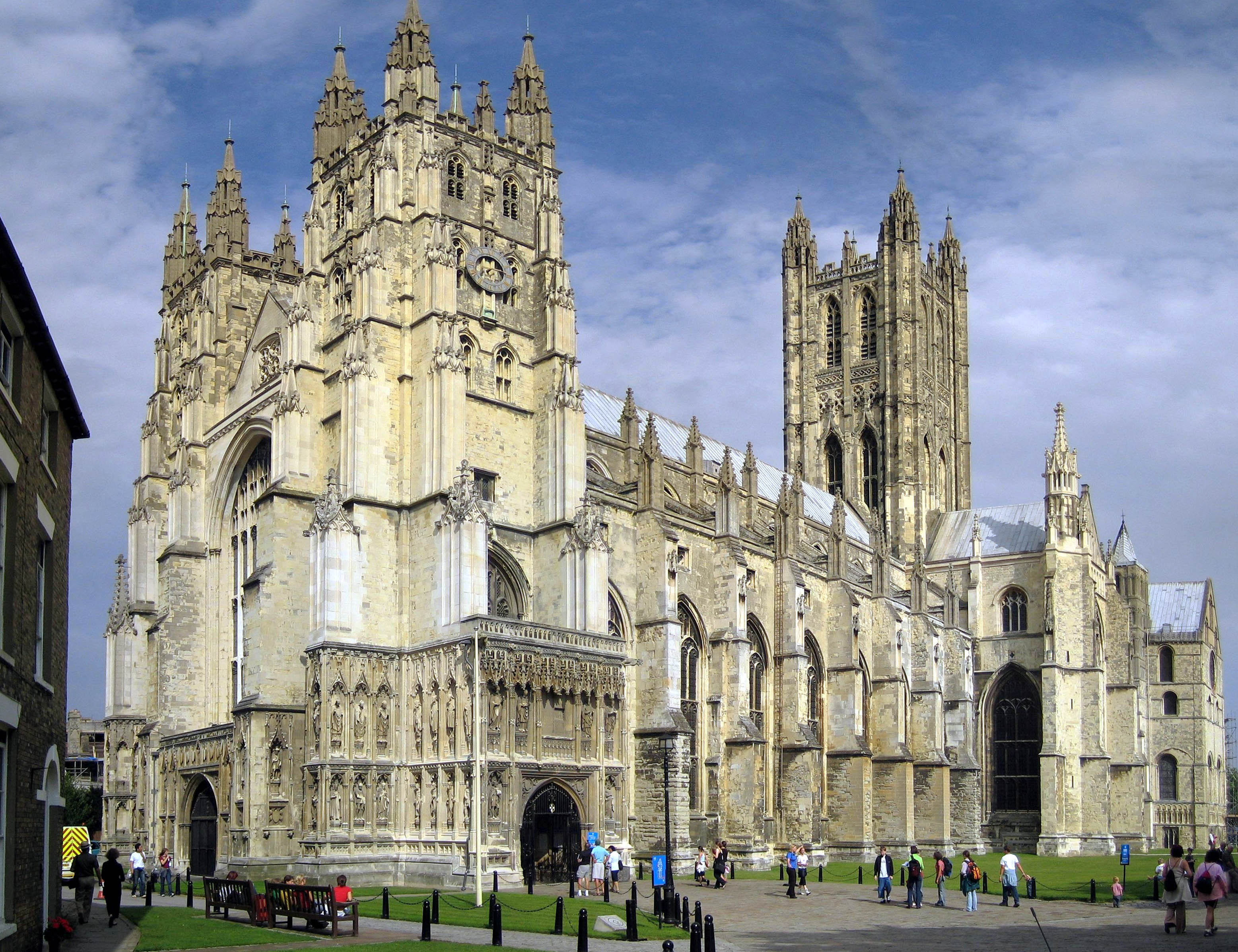
رهبری کلیسای انگلیکان در کلیسای جامع کنتربری

انگلیکان‌ها در بسیاری از نقاط دنیا با کلیساهای لیبرال پروتستان ترکیب شده‌اند و با توجه به شباهت‌های بسیار زیاد از نظر سلایق سیاسی، انتخاباتی، ترکیب شغلی و تحصیلی با پروتستان‌های لیبرال در مطالعات جامعه‌شناسی محض به عنوان بخشی از پروتستان‌های لیبرال طبقه‌بندی می‌شوند. با این وجود این مذهب از نظر تاریخی، سازمانی و آئینی کاملاً از پروتستان‌های لیبرال مجزاست.